# Sally Sarr
Sally Sarr (Le Havre, 6 maggio 1986) è un ex calciatore francese naturalizzato mauritano, di ruolo difensore.

## Carriera

### Club
Sally iniziò la sua carriera nella nativa Francia con il Le Havre AC prima di trasferirsi in Grecia, al Thrasyvoulos F.C.  nel 2006. Lì passò tre anni riuscendo a giocare solo 25 partite. Nel 2009 si trasferì in Svizzera a giocare con il FC Wil nella Challenge League aiutando il club a raggiungere un dignitoso terzo posto. Nella stagione 2009-10 il club finì sesto e nella stagione 2010-11 ha impressionato positivamente abbastanza, tanto da trasferirsi al Lucerna, iniziando a giocare nella serie superiore, la Super League. Al Lucerna viene chiamato "Sally Sarr Superstar". Precedentemente, era stato accostato a Lilian Thuram.

### Nazionale
Nel 2016 ha esordito nella nazionale maggiore mauritana, con la quale nel 2019 ha anche partecipato alla Coppa d'Africa.

## Palmarès

### Competizioni nazionali
- Challenge League: 1

Servette: 2018-2019